# Condado de Northumberland (Virgínia)
O Condado de Northumberland é um dos 95 condados do estado americano de Virgínia. A sede do condado é Heathsville, e sua maior cidade é Heathsville. O condado possui uma área de 740 km² (dos quais 242 km² estão cobertos por água), uma população de 12 259 habitantes, e uma densidade populacional de 25 hab/km² (segundo o censo nacional de 2000). O condado foi fundado em 1648.